# Flammulaster fusisporus
Flammulaster fusisporus är en svampart som först beskrevs av Peter D. Orton, och fick sitt nu gällande namn av Roy Watling 1967. Flammulaster fusisporus ingår i släktet Flammulaster och familjen Inocybaceae.   Inga underarter finns listade i Catalogue of Life.